# Municipio de Richmond (condado de Howard)
El municipio de Richmond (en inglés: Richmond Township) es un municipio ubicado en el condado de Howard en el estado estadounidense de Misuri. En el año 2010 tenía una población de 3676 habitantes y una densidad poblacional de 19,36 personas por km².

## Geografía
El municipio de Richmond se encuentra ubicado en las coordenadas 39°8′24″N 92°41′1″O / 39.14000, -92.68361. Según la Oficina del Censo de los Estados Unidos, el municipio tiene una superficie total de 189.91 km², de la cual 187.05 km² corresponden a tierra firme y (1.51%) 2.86 km² es agua.

## Demografía
Según el censo de 2010, había 3676 personas residiendo en el municipio de Richmond. La densidad de población era de 19,36 hab./km². De los 3676 habitantes, el municipio de Richmond estaba compuesto por el 86.78% blancos, el 10.2% eran afroamericanos, el 0.24% eran amerindios, el 0.38% eran asiáticos, el 0.08% eran isleños del Pacífico, el 0.52% eran de otras razas y el 1.8% pertenecían a dos o más razas. Del total de la población el 1.74% eran hispanos o latinos de cualquier raza.